# Eduardo Levy Yeyati
Eduardo Levy Yeyati (Buenos Aires, 14 de noviembre de 1965) es un economista y autor argentino.
Se graduó como ingeniero civil en la UBA y se doctoró en Economía en la Universidad de Pensilvania. Fue jefe de estrategia de mercados emergentes de Barclays, economista jefe del Banco Central y decano de la Escuela de Gobierno de la Universidad Torcuato Di Tella. Es Profesor Plenario de la Escuela de Gobierno de  la Universidad Torcuato Di Tella, fundador y director académico del Centro de Evaluación de Políticas basadas en la Evidencia (CEPE), Senior Fellow en el Global Development Program de Brookings Institution, donde dirige la iniciativa “Workforce of the Future”, asesor económico en Adcap Grupo Financiero, investigador principal del Consejo Nacional de Investigaciones Científicas y Técnicas (CONICET), miembro del Comité Editorial de Americas Quarterly, miembro consultor del Consejo Argentino para las Relaciones Internacionales (CARI) y miembro del Consejo Asesor de Fundación Ágora.
Es reconocido por sus aportes a la teoría financiera. Especialmente por acuñar el concepto de dolarización financiera y por desarrollar la base de clasificación de regímenes cambiarios, que es una de las más usadas para identificar cómo se manejan los países con sus tipos de cambio. 
En 2015 recibió el Premio Centenario de la Academia Nacional de Ciencias Económicas por su trabajo "Fear of appreciation" (publicado en el Journal of Development Economics) y en 2007 la Robert Kennedy Visiting Professorship de Harvard.

## Biografía
Eduardo Levy Yeyati estudió ingeniería civil en la Universidad de Buenos Aires, hizo el posgrado en Economía en la Universidad Torcuato Di Tella, el Máster y el Doctorado en Economía en la Universidad de Pensilvania.
Es Profesor Plenario de la Escuela de Gobierno de la Universidad Torcuato Di Tella, en la cual se desempeñó como decano desde el 2017 al 2023 y donde creó y dirige el Centro de Evaluación de Políticas basadas en la Evidencia (CEPE) para mejorar la calidad de las políticas públicas. Es Investigador Principal del Consejo Nacional de Investigaciones Científicas y Técnicas (CONICET) y Senior Fellow en el Global Development Program de Brookings Institution, donde dirige la iniciativa “Workforce of the Future” y realiza investigaciones en IA y mercados de trabajo y en finanzas internacionales. Además, es asesor económico en Adcap Grupo Financiero, miembro del Comité Editorial de Americas Quarterly, miembro consultor del Consejo Argentino para las Relaciones Internacionales (CARI) y miembro del Consejo Asesor de Fundación Ágora. 
Fue Director del Programa Ejecutivo de Finanzas de la Universidad Torcuato Di Tella en 2000-2001, Investigador Visitante del BID en 1999, 2001 y 2002 y del Fondo Monetario Internacional en 2000, 2001 y 2004, Investigador Asociado Senior del Departamento de Investigación del Banco Interamericano de Desarrollo en 2005-2006, Investigador Asociado del Centro de Investigación en Finanzas de la Universidad Torcuato Di Tella en 2009-2017 y Editor Senior en la Research Encyclopedia of Economics and Finance de Oxford University Press en 2016-2019. También fue Non-Resident Senior Fellow de Institución Brookings en 2010-2013 y 2019-2022, Visiting Scholar en el Georgetown Americas Institute de la Universidad de Georgetown en 2033-2023 y estuvo afiliado al Centro para el Desarrollo Internacional (CID) de la Universidad de Harvard en 2014-2016 y 2009-2023.   
En el campo académico, fue profesor de la Facultad de Ciencias Económicas de la Universidad de Buenos Aires, profesor visitante de políticas públicas en la John F. Kennedy School of Government de la Universidad de Harvardy profesor visitante en la Escuela de Políticas Públicas de la London School of Economics. Fue, además, profesor de Economía y Finanzas en la Escuela de Negocios de la Universidad Torcuato Di Tella (donde fundó el Centro de Investigación en Finanzas, que dirigió desde 1999 a 2007), profesor de economía y finanzas en la Barcelona Graduate School of Economics, profesor visitante de finanzas internacionales en la Universidad Pompeu Fabra.  
En 1990-1991 fue Asesor Económico del Departamento de Planificación de Buenos Aires y en 1991-1992 se desempeñó como Director del Departamento de Estadística de la Administración Nacional de la Seguridad Social. En 1996-1999 fue economista del Fondo Monetario Internacional, donde participó en las misiones del Artículo IV a Colombia y Antigua y Barbuda, y en misiones de asistencia técnica sobre políticas monetarias y cambiarias a Bolivia y Corea del Sur, además de publicar investigaciones sobre mercados financieros y dolarización. Fue Asesor Financiero para América Latina y el Caribe en el Banco Mundial entre 2006 y 2007, donde dirigió dos estudios regionales sobre riesgos catastróficos y sobre financiación para el desarrollo, supervisó la ejecución del Programa de Evaluación del Sector Financiero (PESF) y dirigió el LAC Macro Monitor.  
Entre 2007 y 2009, se desempeñó como Director de Estrategia de Mercados Emergentes y Jefe de Investigación para América Latina en el banco de inversión Barclays Capital. En 2008-2009 fue Jefe de Estrategia de Mercados Emergentes en el mismo banco, donde dirigió un equipo de 30 estrategas de mercados emergentes en Nueva York, Londres y Singapur, ranqueado como el mejor de su clase en la Encuesta de Institutional Investor de 2009. En 2009-2010 fue Estratega Global en Barclays Capital y en 2011 fundó Elypsis.   
En la gestión pública, Levy Yeyati fue Economista Jefe y Gerente de Política Monetaria y Financiera del Banco Central de la República Argentina durante la resolución de la crisis de la caja de conversión en 2002 bajo la gestión de Mario Blejer. También fue director del Banco de Inversión y Comercio Exterior (BICE) en 2016, donde diseñó Primer Préstamo Pyme, programa insignia del BICE destinado a promover el acceso al crédito de PYMEs anteriormente excluidas del mercado. Además, coordinó el "Programa Argentina 2030" bajo la órbita de la Jefatura de Gabinete de la Nación, en la cual se desempeñó como asesor en 2016-2017. Primero ad honorem y, a partir de marzo de 2017, como asesor de tiempo parcial, mientras se desempeñaba como decano de la Escuela de Gobierno de la Universidad Di Tella.En 2017-2018 presidió el Consejo Presidencial Argentina 2030, integrado por expertos de primer nivel, que asesoró al Presidente sobre decisiones estratégicas.       
Dentro de sus otros cargos profesionales, Eduardo Levy Yeyati fue miembro del Grupo Asesor del Banco de Desarrollo de América Latina (CAF) en 2012-2013, y durante 2018-2019 fue miembro del International Consultative Group de [./Https://en.wikipedia.org/wiki/Astana_International_Financial_Centre Astana International Financial Centre] y miembro del Grupo Asesor del Fondo Latinoamericano de Reservas (FLAR). También se desempeñó, durante 2024-2025, como Director de Skills Iinkages Initiative de la Agencia de los Estados Unidos para el Desarrollo Internacional (USAID).        
De manera honoraria, fue miembro en 2011-2013 y Presidente en 2014-2016 del Centro de Implementación de Políticas Públicas para la Equidad y el Crecimiento (CIPPEC), miembro fundador de Argentina Debate, una iniciativa privada que organizó los debates presidenciales de Argentina de 2015, y presidente del Consejo de la Producción del Ministerio de la Producción de la Argentinaen 2016-2017. También, en 2016-2017, fue Miembro de la Junta Directiva de Club Político Argentino, miembro de la Comisión del Futuro del Senado de Argentina en 2019 y miembro del Consejo Asesor de Miradortec. Además, Levy Yeyati recibió subsidios de investigación, durante el período 2000-2003, del Fondo para la Investigación Científica y Tecnológica (FONCyT), de la Fundación Konrad Adenauer, del Banco Central de la República Argentina, del Latin American Research Network del Banco Interamericano de Desarrollo (BID) y del Banco Mundial.  

## Publicaciones
Tiene una vasta producción científica, con más de 50 artículos con referato publicados en revistas internacionales, 17 libros y más de 30 capítulos de libros y artículos sin referato. Su producción académica en los campos de las finanzas y el desarrollo está ranqueada en el primer lugar entre los economistas residentes en la Argentina por el sistema RePec y Google Scholar.
Entre sus investigaciones académicas más citadas, están sus estudios sobre las causas y consecuencias de la dolarización financiera, el comportamiento de los mercados financieros en contextos de crisis y la economía de los regímenes monetarios y cambiarios. Junto con Federico Sturzenegger es el autor de una popular clasificación de regímenes cambiarios, y contribuyó el capítulo sobre política monetaria y cambiaria de la última edición del  Handbook of Development Economics. Su trabajo "Fear of appreciation" (publicado en el Journal of Development Economics) recibió el Premio Centenario 2014 de la Academia Argentina de Ciencias Económicas.
En Argentina, publicó dos ensayos sobre las post-crisis de 2002: "La resurrección: La historia de la poscrisis argentina", con el historiador Diego Valenzuela (2007, Ed. Sudamericana)  y "Vamos por todo: las 10 decisiones más polémicas del modelo", con el historiador Marcos Novaro, sobre el período económico y político de la presidencia de Cristina Fernández de Kirchner (2013, Ed. Sudamericana). Entre 2015 y 2018 publicó dos libros sobre desarrollo: "Porvenir: Caminos al desarrollo argentino" (2015, Ed. Sudamericana) y "Después del Trabajo: El empleo argentino en la cuarta revolución industrial" (2018, Ed. Sudamericana). En 2020 publicó "Pospandemia: 53 políticas públicas para el mundo que viene" (eds., CEPE e-Book, 2020) y en 2024 publicó "Automatizados: Vida y trabajo en tiempos de inteligencia artificial"(Ed. Planeta, 2024), en coautoría con Darío Judzik. 
En el campo de la ficción, es autor de tres novelas: Gallo (2008, Ed. Random House Mondadori),  Culebrón (2013, Ed. Random House Mondadori) y "El juego de la Mancha" (2018, Random House).
Es columnista regular en medios locales e internacionales como La Nación, El País, Vox EU, The New York Times, The Financial Times, Bloomberg, Project Syndicate, Americas Quarterly, entre otros. En 2012 y 2013 creó y condujo, junto con Karina Galperín y Javier Finkman, Tasas Chinas, un programa semanal de economía, política y cultura transmitido por Radio UBA. En 2017 creó y condujo el programa Por Venir, junto a Florencia Halfon para la TV Pública, premiado en 2018 por FundTV como mejor periodístico de actualidad. En 2021 creó y condujo el programa Pensar Distinto para TN, un ciclo de entrevistas semanal.

## Reseñas de libros
- Las pistas falsas
- El enigma de las vidas ajenas
- La pos-crisis
- Después de la crisis, la hora de la verdad
- El libro de los pecados kirchneristas Archivado el 1 de agosto de 2014 en Wayback Machine.
- Atrápame si puedes
- Una anécdota de sobremesa

- Datos: Q5340661